# Esposito (nome)
Esposito  è un nome proprio di persona italiano maschile. 

## Varianti
- Femminili: Esposita[2]

### Varianti in lingue
- Latino: Expositus

## Origine e diffusione
Si tratta di un nome di scarsissima diffusione, utilizzato soprattutto nella zona di Napoli; analogamente al nome Ospizio e al cognome Esposito, era dato in origine ai bambini abbandonati dai genitori, che venivano spesso lasciati ("esposti") davanti a chiese ed orfanotrofi. 
Etimologicamente deriva dal napoletano esposito, a sua volta dal latino expositus (participio perfetto del verbo exponere), cioè appunto "esposto [alla pubblica assistenza]".

## Onomastico
Si tratta di un nome adespota, cioè privo di santo patrono; l'onomastico si può eventualmente festeggiare il 1º novembre, in occasione di Ognissanti